# 尊室稱
尊室稱（1923年1月1日—2018年1月29日），原越南共和國軍隊步兵將領，少將軍銜。

## 生平
尊室稱1923年1月1日出生於越南中部承天府順化的阮朝皇族家庭（原姓阮福）中。由於家庭條件的原因，加上好學的家族傳統，他在順化就讀於小學和中學。1942年，他畢業於法國高中，獲得了半部分秀才文憑（第一部分）。後來，他被安南保護國錄用為順化的外聘公務員，直到他參軍。

## 1975年後
2018年1月29日，尊室稱在加拿大蒙特利爾逝世，享年95歲。

## 家庭
- 父親：尊室和（原姓阮福）
- 母親：黎氏知
- 岳父：阮久興（出身阮主時期到阮朝時期世代爲官的名族）
- 岳母：尊女氏雲（出身阮朝宗室）
- 妻子：阮久心好
- 尊室稱與妻子有七個子女（4兒3女）：尊室國勇、尊室國俊、尊室國英、尊女美貞、尊女懷貞、尊女端貞和尊室國清[2]